# گریت مالورن
گریت مالورن (به انگلیسی: Great Malvern) یک شهرک در بریتانیا است که در میدلندز غربی واقع شده‌است.